# Striononyma unicolor
Striononyma unicolor là một loài bọ cánh cứng trong họ Cerambycidae.